# ديناميكا الطيران
ديناميكا الطيران هي علم يهتم بتوجيه المركبات الجوية والتحكم فيها في ثلاثة أبعاد. إن مَعْلَمَات ديناميكا الطيران الثلاثة المهمة هي زوايا الدوران في ثلاثة أبعاد حول مركز ثقل المركبة، والمعروفة باسم الخطران والعطوف والانعراج. تُعرف هذه بشكل جماعي باسم أوضاع المركبة الجوية، غالبًا ما يتعلق بشكل أساسي بالإطار الجوي أثناء الرحلة العادية، ولكنه أيضًا يتعلق بالتضاريس أثناء الإقلاع أو الهبوط، أو عند التشغيل على ارتفاع منخفض. لا يقتصر مفهوم الوضع على المركبات الجوية ذات الأجنحة الثابتة فحسب، بل يمتد أيضًا إلى الطائرات ذات الأجنحة الدوارة مثل المروحيات والمناطيد الموجهة، حيث تختلف ديناميكا الطيران المشاركة في تحديد الوضع والتحكم فيه تمامًا.

عطوف

خطران

انعراج

## أوضاع مركبة جوية
- العطوف: هو الميلان على محور الطول. ويقع بصورة طبيعية للطائرات عند تغيير مسارها ومحدودة للسيارات في المنعرجات.
- الخطران: هو الميلان على محور العرض. ويقع بصورة طبيعية للطائرات عند الإقلاع أو النزول ومحدودة للسيارات عند الكبح أو الوقوف.
- الانعراج: هو الميلان على محور الارتفاع. ويقع بصورة طبيعية للطائرات عند عند تغيير مسارها ومحدودة للسيارات عند فقدان التصاق بالأرض (عند البلل وفي المنعرج)